# Bohemians Praha 1905
Bohemians Praha 1905 är en tjeckisk fotbollsklubb som spelar i den tjeckiska högstaligan Fortuna:Liga. Klubbens största triumf kom 1983 då de blev tjeckoslovakiska mästare. Bland annat Antonín Panenka som avgjorde EM-finalen 1976 då Tjeckoslovakien blev europamästare spelade för klubben.

## Historia
Bohemians, ungefär "Böhmerna", grundades 1905 som AFK Vršovice. År 1927 var de på turné i Australien och spelade 20 matcher. De presenterades som ett böhmiskt lag och började kallas Bohemians i Australien. De fick två kängurur i gåva i Australien, som de lämnade till Prag Zoo och anammade sitt smeknamn från vistelsen i Australien och blev AFK Bohemians, samt bytte klubbmärket till en känguru. 1925–1935 och 1940–1944 spelade laget i Tjeckoslovakiens högstaliga. Efter andra världskriget tillhörde man i regel högstaligan i Tjeckoslovakien.

## Namn
- 1905: AFK Vršovice
- 1927: AFK Bohemians
- 1940: AFK Bohemia
- 1945: AFK Bohemians
- 1948: Železničáři Praha
- 1952: Spartak Praha Stalingrad
- 1961: ČKD Praha
- 1961: Bohemians ČKD Praha
- 1993: FC Bohemians Praha
- 1999: CU Bohemians Praha
- 2002: FC Bohemians Praha
- 2005: Bohemians 1905
- 2010: Bohemians Praha 1905